# Bythaelurus giddingsi
Bythaelurus giddingsi is een haai uit de familie van de Pentanchidae. De wetenschappelijke naam van de soort werd in 2012 gepubliceerd door McCosker, Long & Baldwin.